# Arenaria algarbiensis
Arenaria algarbiensis é uma espécie de planta com flor pertencente à família Caryophyllaceae. 
A autoridade científica da espécie é Welw. ex Willk., tendo sido publicada em Icon. Descr. Pl. Nov. 1: 93. 1855.

## Portugal
Trata-se de uma espécie presente no território português, nomeadamente em Portugal Continental.
Em termos de naturalidade é endémica da Península Ibérica.

## Protecção
Não se encontra protegida por legislação portuguesa ou da Comunidade Europeia.